# Chu Nhiên
Chu Nhiên (tiếng Hán: 朱然; Phiên âm: Chu Jan; 182 – 249) hay Thi Nhiên (tên gốc), tự Nghĩa Phong (義封),
là một tướng của nhà Đông Ngô trong thời kỳ Tam Quốc.
Mặc dù ông là bạn thuở thiếu thời của Đông Ngô Đại Đế, Tôn Quyền, nhưng lại không bao giờ được giao trọng trách hay được đảm nhiệm các chức vụ cao trước khi Lã Mông đánh chiếm được phía nam Kinh Châu năm 219, khi đó ông được giao nhiệm vụ hỗ trợ truy bắt tướng địch là Quan Vũ.
Sau trận chiến Di Lăng, Tào Ngụy mở cuộc công kích vào phía tây bắc, miền trung, và phía đông biên giới Đông Ngô. Chu Nhiên được phái đến trấn thủ phía tây bắc để bao vệ thành Giang Lăng chỉ với 5.000 quân chống lại kẻ địch đông đảo hơn đến 10 lần. Danh tiếng của ông nhanh chóng lan truyền khắp nơi và trở thành nổi khiếp sợ đối với Tào Ngụy. Sau đó, ông còn tham gia nhiều chiến dịch quân sự khác chống lại nước Ngụy, ông cũng tiêu diệt được khá nhiều quân địch nhưng lại không đạt được mục đích thực sự của các chiến dịch đó. Năm 245, Lục Tốn qua đời, Chu Nhiên tiếp quản chức vụ Đại Đô Đốc, 4 năm sau thì mất. Đám tang Chu Nhiên được cho là lớn thứ 3 sau Lã Mông và Lăng Thống.
Năm 1984, mộ của Chu Nhiên được tìm thấy ở Mã An Sơn, tỉnh An Huy, Trung Quốc.

## Trong Tam Quốc Diễn Nghĩa
Trong tiểu thuyết của La Quán Trung, nhân vật Chu Nhiên đuổi theo nhân vật Lưu Bị trong trận Di Lăng (năm 222), bị nhân vật Triệu Vân đâm chết. Sự kiện này hoàn toàn hư cấu, Chu Nhiên mất năm 249, hai mươi năm sau khi Triệu Vân chết (năm 229). Tác giả La Quán Trung có ý muốn "trả thù" giùm cho Quan Vũ, nên trong tiểu thuyết Tam Quốc Diễn Nghĩa đã hư cấu nên cái chết của những người đã hại Vũ, như: My Phương, Phó Sĩ Nhân, Mã Trung, Phan Chương, Chu Nhiên...